# Kolomiiți, Pokrovske
Kolomiiți (în ucraineană Коломійці) este un sat în comuna Oleksandrivka din raionul Pokrovske, regiunea Dnipropetrovsk, Ucraina.

## Demografie
Componența lingvistică a localității Kolomiiți
     Ucraineană (93,61%)
     Rusă (5,57%)
     Alte limbi (0,35%)
Conform recensământului din 2001, majoritatea populației localității Kolomiiți era vorbitoare de ucraineană (93,61%), existând în minoritate și vorbitori de rusă (5,57%).